# Nauen
Nauen település Németországban, azon belül Brandenburgban. Lakosainak száma 19 563 fő (2023. december 31.). Nauen Päwesin, Schönwalde-Glien és Brieselang községekkel határos.

## Népesség
A település népességének változása:
| Lakosok száma | 16 600 | 17 686 | 18 540 | 18 854 | 19 352 | 19 563 |
|               | 2009   | 2017   | 2020   | 2021   | 2022   | 2023   |